# Hylaeus gazagnairei
Hylaeus gazagnairei là một loài Hymenoptera trong họ Colletidae. Loài này được Vachal mô tả khoa học năm 1891.